# راينميتال أم جي 3
أم جي3 هو رشاش متعدد الأغراض ألماني الصنع صمم خرطوشة من نوع ناتو7.62×51مم.هذا السلاح يرجع أصل تصميمه إلى الحرب العالمية الثانية عصر رشاش العالمي إم جي-42 الذي يطلق رصاص من نوع 7.92×57مم.
أم جي3 أصبح معيارياً في أواخر الخمسينيات ووضع في الخدمة مع الجيش الألماني المشكل حديثاً في ذلك الوقت، واستمر بالخدمة حتى يومنا هذا وأصبح يدخل في أسلحة المركبات المدرعة وفرق الدعم.يوجد هذا السلاح ومشتقاته في عتاد القوات المسلحة لأكثر من 30 دولة.اشترت إيطاليا حقوق الإنتاج(أم جي42/59)،وإسبانيا،باكستان(أم جي 1أي3)،اليونان،إيران،السويد،وتركيا.

## المستخدمون
- الأرجنتين
- أستراليا[4]
- البرازيل
- النمسا[5]
- كندا.[6]
- أذربيجان
- بنغلاديش[7]
- الرأس الأخضر[8]
- قبرص
- الدنمارك[9]
- إيران
- العراق:[10]
- ألمانيا
- غانا[11]
- السعودية

## وصلات إضافية
- Bimbel.de—MG3 disassembled
- Bimbel.de—MG3 on mount
- MG 3 video
- Machine Gun MG3 (MG1A3)
- 7.62 mm MG3 MACHINE GUN